# Masyw Czeski
Masyw Czeski (czes. Český masiv, Česká vysočina, niem. Böhmische Masse) – prowincja fizycznogeograficzna i jednocześnie jednostka geologiczna w Europie Środkowej.

## Geografia
Pod względem fizycznogeograficznym Masyw Czeski (33) to prowincja fizycznogeograficzna w składzie Pozaalpejskiej Europy Środkowej, w paśmie zrębowych gór i wyżyn wypiętrzonych w orogenezie hercyńskiej. Masyw Czeski ma postać czworokątnego bloku o podniesionych brzegach, tworzących góry zrębowe, które przekraczają wysokość 1000 m n.p.m. Przeważająca większość Masywu leży na terenie Czech, zaś zewnętrzne skrajne pasma górskie – częściowo na terenie Austrii (Płyta Granitowo-Gnejsowa), Niemiec i Polski.

### Regionalizacja Masywu Czeskiego
- 331 Kraina Rudaw (Krušnohorská subprovincie)
  - 331.1 Wyżyna Rudawska (Krušnohorská hornatina)
  - 331.2 Podgórze Rudawskie (Podkrušnohorská oblast)
  - 331.3 Wyżyna Karlowarska (Karlovarská vrchovina)
- 332 Kraina Sudecka (Kraina Sudet) (Krkonošsko-jesenická subprovincie, Sudety)
  - 332.1 Przedgórze Sudeckie (Krkonošsko-jesenické podhůří, Sudetské podhůří)
  - 332.2 Pogórze Zachodniosudeckie (Šluknovská pahorkatina / Lausitzer Bergland)
  - 332.3 Sudety Zachodnie (Krkonošská oblast, Západní Sudety)
  - 332.4-5 Sudety Środkowe (Orlická oblast, Střední Sudety)
  - 332.6 Sudety Wschodnie (Jesenická oblast, Východní Sudety)
- 333 Płyta Czeska (Česká tabule)
  - 333.1 Płyta Północnoczeska (Severočeská tabule)
  - 333.2 Płyta Środkowoczeska (Středočeská tabule)
  - 333.3 Płyta Wschodnioczeska (Východočeská tabule)
- 334 Kraina Szumawska (Šumavská subprovincie)
  - 334.1 Las Czeski (Českoleská oblast)[1]
  - 334.2 Szumawa (Šumavská hornatina)
  - 334.3 Las Górnopalatynacki (Oberpfälzer Wald)[1]
  - 334.4 Las Bawarski (Bayerischer Wald)[2]
- 335 Wyżyna Berounki (Poberounská subprovincie)
  - 335.1 Region Brdy (Brdská oblast)
  - 335.2 Wzgórza Pilzneńskie (Plzeňská pahorkatina)
- 336 Wyżyna Czesko-Morawska (Českomoravská subprovincie)
  - 336.1 Wyżyna Środkowoczeska (Středočeská pahorkatina)
  - 336.2 Kotliny Południowoczeskie (Jihočeské pánve)
  - 336.3 Masyw Czesko-Morawski (Českomoravská vrchovina)
  - 336.4 Wyżyna Brneńska (Brněnská vrchovina)

## Geologia

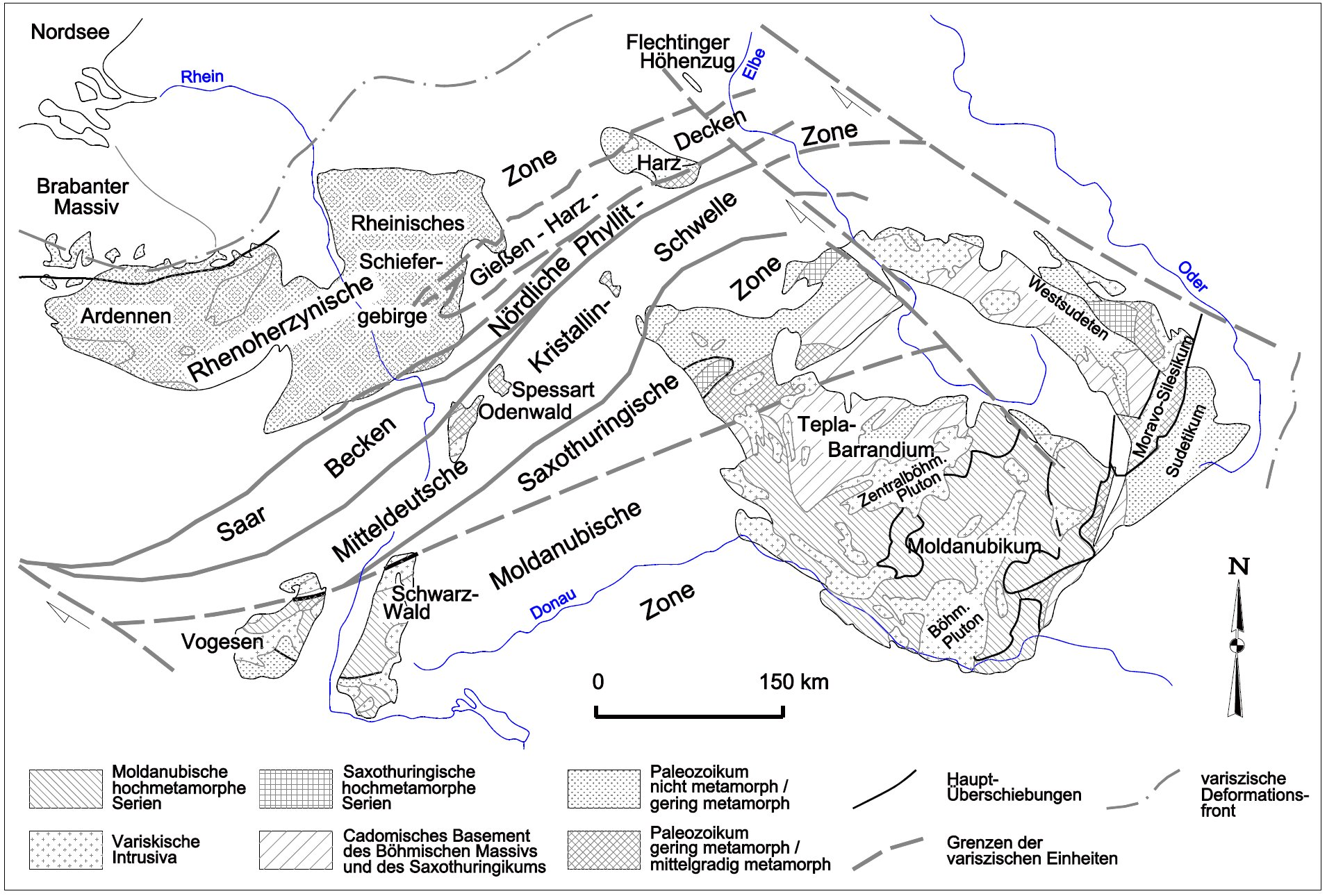
Mapa waryscyjskich masywów w Europie Środkowej. Z prawej strony Masyw Czeski

Pod względem geologicznym Masyw Czeski to zdyslokowany tektonicznie blok, złożony z masywów zbudowanych ze skał metamorficznych, magmowych i częściowo osadowych wieku prekambryjskiego i paleozoicznego, a także nałożonych częściowo na starszy fundament pokrywy skał osadowych karbońskich, permskich i mezozoicznych.
Duże obszary, zwłaszcza w północnych Czechach, przykryte są piaskowcami górnokredowymi należącymi do Płyty Czeskiej. Nie wchodzą one w skład Masywu Czeskiego w sensie geologicznym, tworząc wyższe piętro strukturalne. Jeszcze wyższe piętro tworzą bazalty należące do środkowoeuropejskiej prowincji bazaltowej, oraz osady trzeciorzędowe i czwartorzędowe, przykrywające w wielu miejscach skały podłoża.
Masyw Czeski uważany jest, wraz z platformą wschodnioeuropejską, za krystaliczny fundament Europy – jej najstarszą część.